# لس هولدن
لس هولدن (انگلیسی: Les Holden; با نام کامل لزلی هیوبرت هولدن (۶ مارس ۱۸۹۵ – ۱۸ سپتامبر ۱۹۳۲) یک خلبان جنگندهٔ استرالیایی در جنگ جهانی اول بود که بعدها به عنوان خلبان تجاری فعالیت کرد. او که اهل ایالت استرالیای جنوبی بود، در مه ۱۹۱۵ به سواره‌نظام سبک استرالیا پیوست و در مصر و فرانسه خدمت کرد. در دسامبر ۱۹۱۶، داوطلب ورود به نیروی هوایی استرالیا شد و پس از گذراندن آموزش، به عنوان خلبان تأیید شد.
هولدن که در گردان شماره ۲ در جبههٔ غربی پرواز می‌کرد، به دلیل بازگشت‌های مکرر به پایگاه با هواپیمای سوراخ‌شده از گلوله، لقب‌های «لز خوش‌شانس» و «کبوتر نامه‌بر» را گرفت. او نشان صلیب نظامی را دریافت کرد و در مجموع پنج پیروزی هوایی را با هواپیماهای ایرکو دی‌اچ. ۵ و رویال ایرکرفت فکتوری اس‌ای. ۵اس به دست آورد.
با ارتقا به درجهٔ سروانی، او جنگ را به عنوان مربی پرواز در گردان آموزشی شماره ۶ در انگلستان به پایان رساند، جایی که به پاس خدماتش، نشان صلیب نیروی هوایی را دریافت کرد. پس از ترک نیروی هوایی در ۱۹۱۹، او مدیریت شرکت خانوادگی بدنه‌سازان خودروی هولدن را بر عهده گرفت و در کنار آن به عنوان خلبان ذخیره در نیروی هوایی شهروندی فعالیت کرد. سپس، حرفهٔ خلبانی تجاری را آغاز کرد و یک شرکت خدمات هوایی تأسیس نمود.
در ۱۹۲۹، هولدن در یک عملیات جست‌وجو، چارلز کینگزفورد اسمیت و چارلز اولم را که در بیابان‌های شمال غربی استرالیا مفقود شده بودند، پیدا کرد. او در ۱۹۳۱ فعالیت‌های ترابری هوایی خود را در گینهٔ نو آغاز کرد. یک سال بعد، در سال ۱۹۳۲، در سانحهٔ سقوط یک هواپیمای مسافربری در استرالیا کشته شد.